# Fact Finding Mission
Fact Finding Mission bedeutet so viel wie „Gesandtschaft zur Untersuchung der Gegebenheiten“.
Der Begriff wird in Katastrophenschutz-Organisationen häufig verwendet und steht dort für einen kleinen Vorausstab, der möglichst rasch zu einem Einsatzort kommt, um dort die Lage zu erkunden. Ziel ist dabei, eine möglichst effektive Hilfe für die Betroffenen sicherzustellen. Je weiter der Einsatzort vom Heimatstützpunkt entfernt ist, umso wichtiger ist eine derartige Lagemeldung.
Da dazu spezielle Kenntnisse auch der eigenen Möglichkeiten notwendig sind, versucht jede Hilfsorganisation eine eigene Fact Finding Mission zusammenzustellen. Die wichtigste Aufgabe ist eine Feststellung der Schadenslage sowie der allgemeinen Rahmenbedingungen, unter denen eine größere Einheit helfen kann. Damit sollen Entscheidungen wie Marschbefehle oder die notwendige Ausrüstung, die im Heimatland der Organisation getroffen werden müssen, erleichtert oder überhaupt ermöglicht werden.
Bestehen wird die Gruppe je nach Einsatzaufgabe aus Fachleuten der verschiedenen Fachrichtungen. Aufgrund der meist großen Entfernungen sind fast immer Logistiker in der Gruppe, die sich mit dem Nachschub von Mannschaft und Material beschäftigen.
Aber auch in der Wirtschaft und anderen Bereichen wird der Begriff verwendet, wenn beispielsweise ein Standort für einen neuen Betrieb gefunden werden soll. In diesem Fall wird im Vorfeld z. B. erkundet, wie Infrastruktur und Arbeitsmarkt beschaffen sind, um der Firmenleitung eine Entscheidungsgrundlage zu geben.